# Neosardus vicinus
Neosardus vicinus är en tvåvingeart som beskrevs av Yeates 1996. Neosardus vicinus ingår i släktet Neosardus och familjen svävflugor.
Artens utbredningsområde är New South Wales. Inga underarter finns listade i Catalogue of Life.